# Canthonidia rubromaculata
Canthonidia rubromaculata är en skalbaggsart som beskrevs av Blanchard 1846. Canthonidia rubromaculata ingår i släktet Canthonidia och familjen bladhorningar. Inga underarter finns listade.